# 神戸市立鈴蘭台小学校
神戸市立鈴蘭台小学校（こうべしりつ すずらんだいしょうがっこう）は、兵庫県神戸市北区鈴蘭台南町にある公立小学校。

## 沿革
- 1978年4月1日 - 鈴蘭台小学校開校[1]。

## 教育目標
- こころ豊かに生きる子 いきいき やさしく たくましく

## 通学区域
- 神戸市北区
  - 鈴蘭台西町4丁目（うち5番1・3～12号・26号(西部)・27～36号・37号(南部)・38～44号・6～17番）[2]
  - 鈴蘭台西町1～3丁目
  - 鈴蘭台南町1～7丁目

## 進学先中学校
- 神戸市立鈴蘭台中学校

## 交通
- 神戸電鉄粟生線鈴蘭台西口駅より約140 m。

## 通学区域が隣接している学校
- 神戸市立北五葉小学校
- 神戸市立南五葉小学校
- 神戸市立小部小学校